# コオリガモ

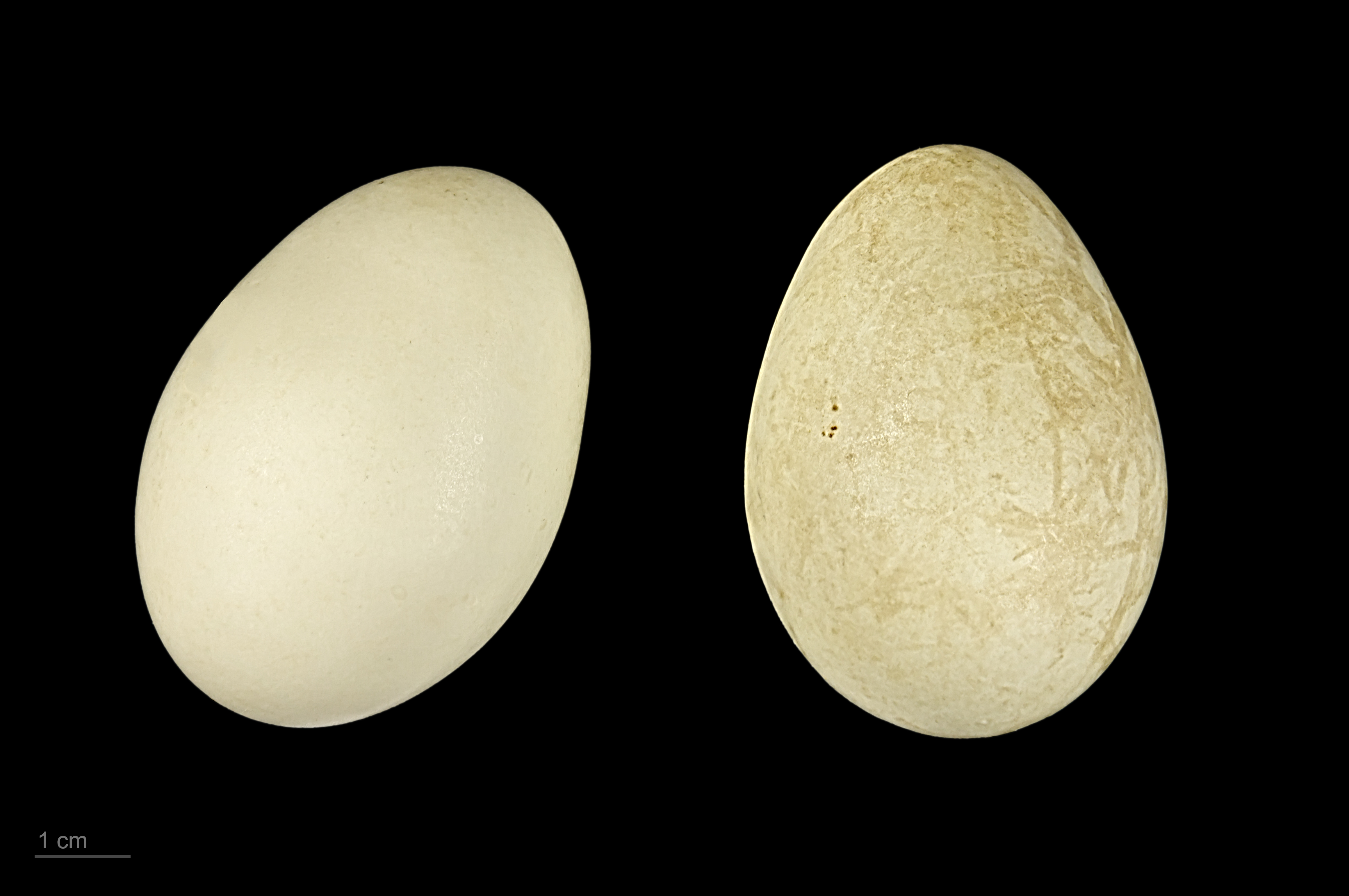
Clangula hyemalis

コオリガモ（氷鴨、学名：Clangula hyemalis）は、カモ目カモ科に分類される鳥類の一種である。

## 名前
学名の内、属名Clangulaは「やかましく騒ぐ」「音が響く」の意味で、種小名hyemalisは「冬」を意味する。流氷のある水面によく姿を見せることと、身体が氷を彷彿とさせる色をしていることが日本語名の由来と考えられる。またアメリカにおける英語名の「Oldsquaw」は、インディアンの言葉で「老女」を意味する。イギリスにおける英語名は「Long-tailed duck」だが、雄の尻尾の羽根が長く、オナガガモを彷彿とさせることに由来する。

## 分布
ユーラシア大陸北部、北アメリカ北部、グリーンランド、アイスランド等の極北部で繁殖し、冬季は中国東北部からカムチャツカ半島、アリューシャン列島、アメリカ西海岸の北部に渡り越冬する。イギリスの北海側でも観察されている。
日本では冬鳥として北海道や東北地方北部の海上に渡来する。まれに東京湾付近まで飛来することもある。

## 形態
小型の海カモ類で、雄は長い中央尾羽が特徴的である。体長は尾まで含めて雄は約60cm、雌は約38cm。
雄の冬羽は全体に白色で、頸から背にかけてと翼が黒褐色である。夏羽では眼の周囲と腹は白いが、他の部分は黒褐色になる。雌の冬羽は、雄の夏羽と似ているが、顔の白色の部分が広い。嘴は黒色だが、雄の嘴は中央部が桃色。

## 生態
越冬地では、陸からやや離れた外洋部に多いが、海岸や内湾にも生息している。小さな群れを形成している。繁殖期にはツンドラ地帯の淡水池などに生息する。
潜水が巧みで、水中に潜り貝類や甲殻類、魚類を捕食する。
繁殖形態は卵生。草地に営巣するが、アジサシ類のコロニーの中に営巣した例もある。1腹6-7個の卵を産み、抱卵日数は24-26日である。
春先の雄は、「アォ　アォーナ」と鳴きながら雌に対してディスプレイを行っている姿がよく見られる。この鳴き声は岸からでもよく聞こえるため、北海道の一部の地域では本種のことを「アオナ」と呼んでいる。